# Katja Brunner
Katja Brunner (ur. 1991 w Zurychu) – szwajcarska dramatopisarka.

## Życiorys
Katja Brunner jest córką szwajcarskiego prokuratora Andreasa Brunnera. W 2009 roku ukończyła Kantonsschule Rämibühl (Zurych). Następnie kontynuowała naukę w Szwajcarskim Instytucie Literatury w Biel na wydziale kreatywnego pisania oraz dramaturgię w Akademii Sztuki w Berlinie.
W wieku 18 lat napisała sztukę teatralną „Von den Beinen zu kurz” (Nogi zbyt krótkie) traktującą o przemocy seksualnej z perspektywy ofiary. Premiera spektaklu odbyła się 31 marca 2012 roku w Zurychu. Po sukcesie przedstawienia, została zaproszona do wzięcia udziału w prestiżowym konkursie teatralnym Mülheimer Theaterfestival Stücke odbywającym się co roku w Hanowerze, gdzie zdobyła główną nagrodę Mülheimer Dramatikerpreis.

## Twórczość
- Nogi zbyt krótkie (von den beinen zu kurz), Dramat, 2009/2010, premiera 2012 rok (sztuka ukazała się również w prasie jako dodatek do Theater Heute, 2013 54/5.)
- Nie masz nic do stracenia, tylko strach (Ihr habt nichts zu verlieren ausser eurer Angst), słuchowisko, SRF, Szwajcarskie Radio i Telewizja[5]
- Piekło to tylko sauna (Die Hölle ist auch nur eine Sauna), Dramat, 2013
- Zmieniając stan fizyczny smutku (Ändere den Aggregatszustand deiner Trauer), słuchowisko